# Пилкодаї

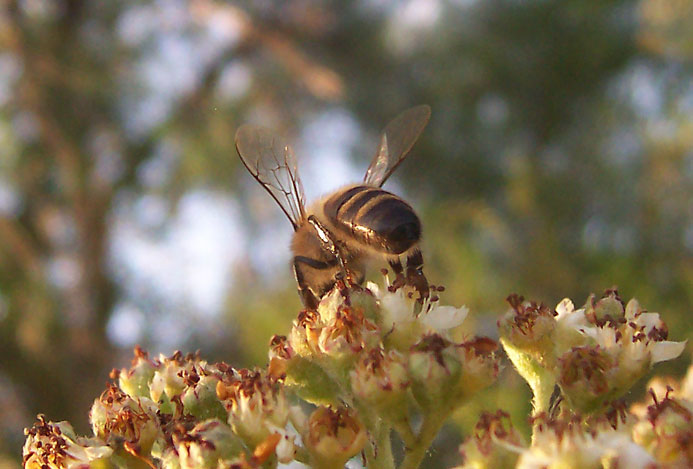
Бджола збирає пилок

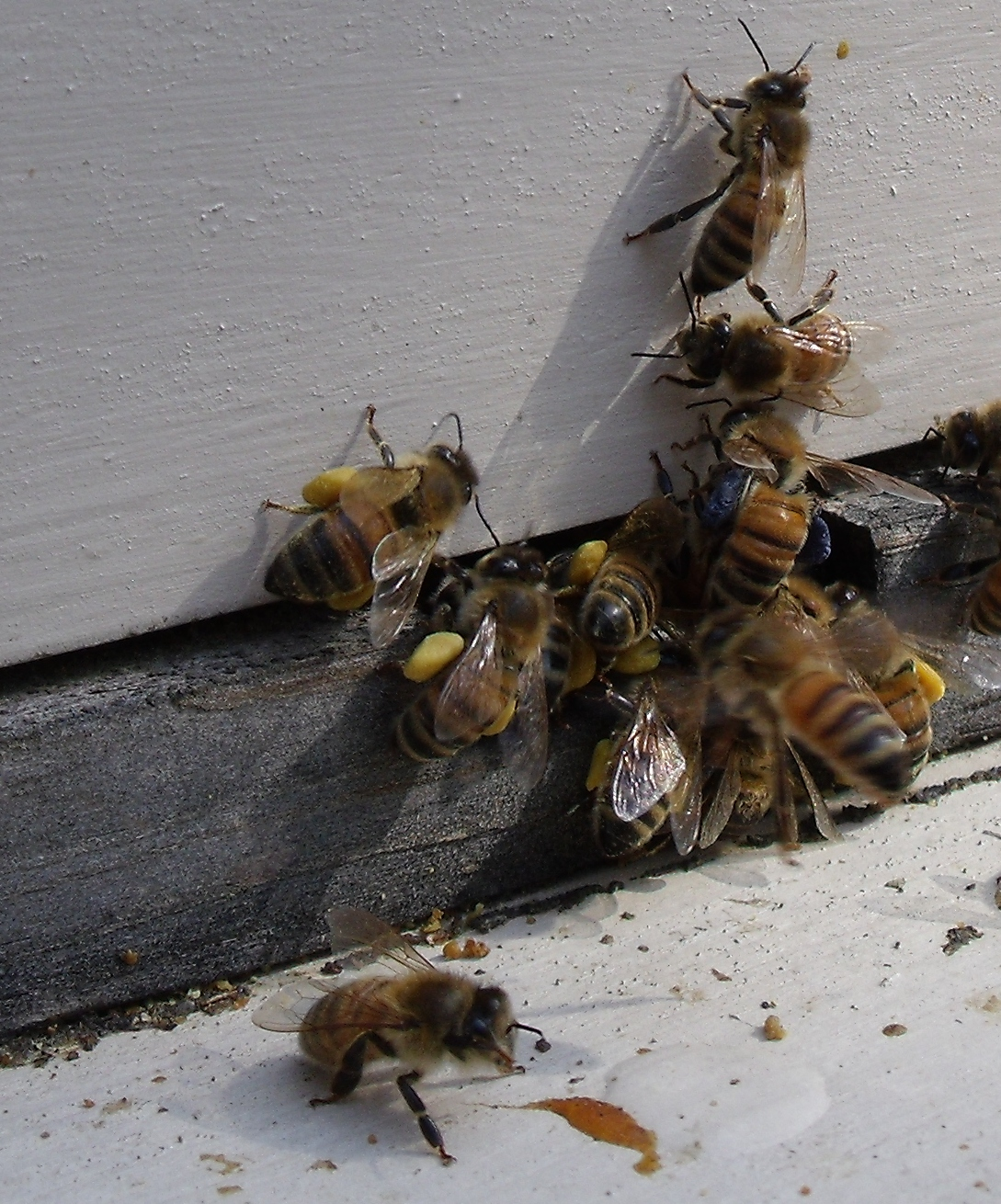
Навантажені пилком бджоли біля льотка

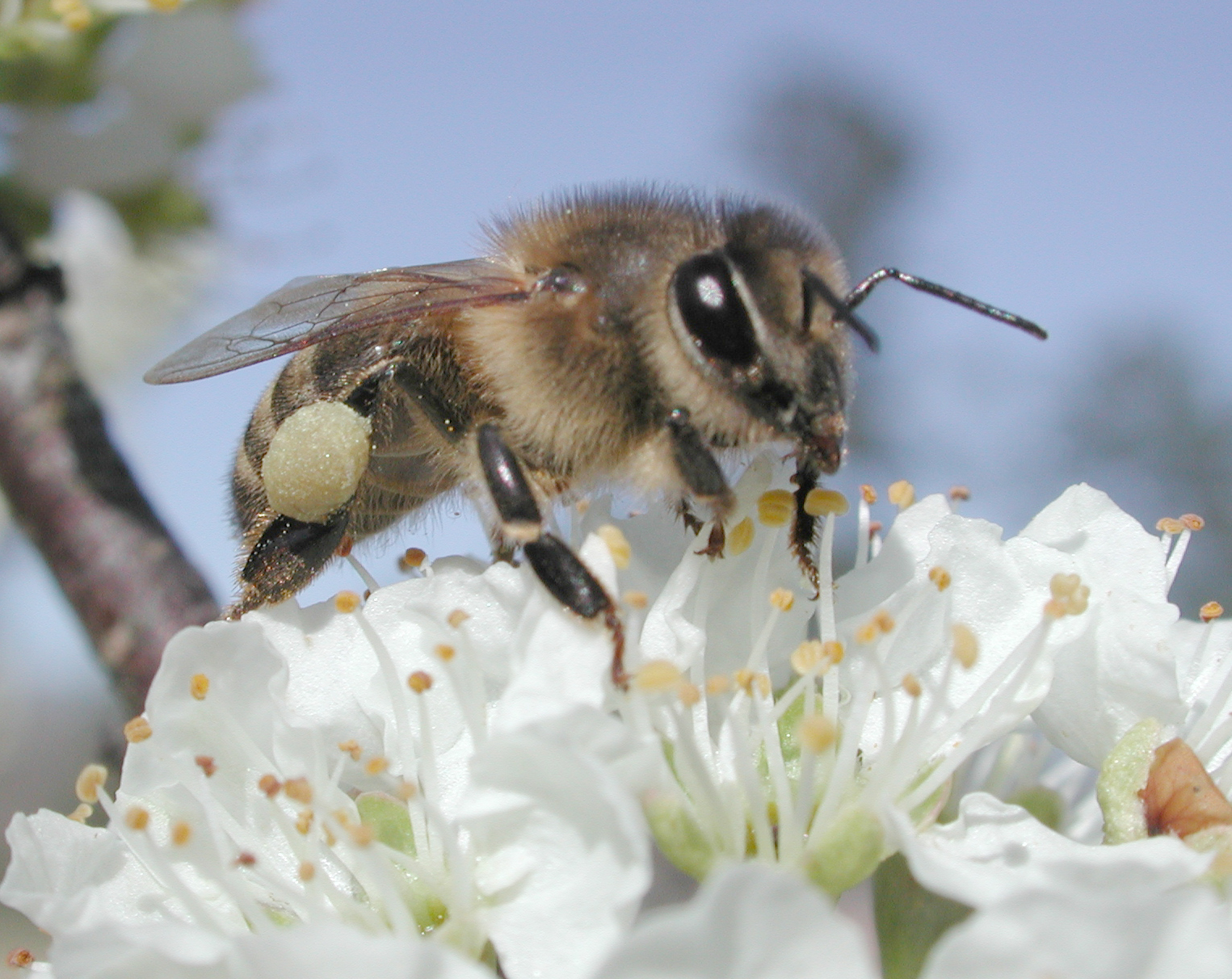
Бджола збирає пилок на сливових квітках

Термін пилкодаї, або пилкодайні рослини частіше використовується у бджільництві і стосується квітучих рослин, які є джерелом пилку для бджіл та інших комах. Бджоли збирають пилок, як джерело білка для вирощування власного розплоду. Для рослин, запилювачі (комахи, а також бджоли) є дуже важливим етапом в механізмі статевого розмноження, як переносники пилку (чоловічих гематофітів). Незначна кількість видів квітучих рослин здатні до  самозапилення; деякі можуть запилюватися власним пилком, але все-одно потребують запилювачів для переміщення пилку; всі інші потребують перехресного запилення, життєздатного пилку від генетично відмінних рослин того ж виду, і перенесення пилку відбувається різноманітними способами. Одним з можливих запилювачів, які сприяють перехресному запиленню є медоносні бджоли. В подана нижче статті йдеться в основному про пилкодаї, як джерело пилку в бджільництві.
Джерело пилку в кожній місцевості залежить від типу наявної рослинності і тривалості її цвітіння. Які типи рослин ростуть на певній території, залежить від структури ґрунту, його рН, дренаж, добові температурні максимуми і мінімуми, кількость опадів, найнижчої температура взимку, і суми активних температур. Перераховані нижче рослини належать до списку рослин, які добре ростуть у зоні морозостійкості (USDA-зоні) 5.
У таблиці подано кольори пилку, в якому вигляді він прибуває до вулика. Бджоли змішують сухий пилок з нектаром та/або медом в компактну грудочку бджолиного обніжжя. Сухий пилок — це джерело їжі для бджіл, яка містить 16 — 30 % білка, 1 — 10 % жиру, 1 — 7 % крохмалю, багато вітамінів, але мало цукрів. Для того, щоб виростити робочу бджолу від личинки до дорослої особини, необхідно приблизно від 120 до 145 мг пилку, як джерела білка. Середня бджолина сім'я збирає приблизно від 20 до 57 кг пилку за рік.

## Весна

### Дерева і кущі— весна
| Загальна назва       | Латинська назва                                                                                    | Місяці цвітіння    | Колір пилку                           | Поширення                                                           | Джерело пилку для бджіл |
| -------------------- | -------------------------------------------------------------------------------------------------- | ------------------ | ------------------------------------- | ------------------------------------------------------------------- | ----------------------- |
| Айва                 | Chaenomeles japonica, Chaenomeles lagenaria, Chaenomeles speciosa 'Nivalis', Chaenomeles x superba | квітень — травень  |                                       | дика природа                                                        | добре                   |
| Алича                | Prunus cerasifera                                                                                  | березень — квітень | від світло-коричневого до коричневого | дика природа, культивується                                         | значне                  |
| Американський падуб  | Ilex opaca                                                                                         | квітень -червень   |                                       | дика природа                                                        |                         |
| Біла акація          | Robinia pseudoacacia                                                                               | травень — червень  |                                       | дика природа                                                        |                         |
| В'яз                 | Ulmus рід                                                                                          | лютий — квітень    | світло-сірий                          | дика природа                                                        | добре                   |
| Верба                | Salix рід                                                                                          | лютий — квітень    | лимонний                              | дика природа                                                        | добре                   |
| Верба біла           | Salix alba                                                                                         | квітень — травень  |                                       | дика природа                                                        | добре                   |
| Верба козяча         | Salix caprea                                                                                       | березень — квітень |                                       | дика природа                                                        | дуже добре              |
| Верба котяча         | Salix discolor                                                                                     | березень — квітень |                                       | дика природа та в озелененні                                        |                         |
| Верба пурпурова      | Salix purpurea                                                                                     | березень — квітень |                                       | дика природа                                                        | дуже добре              |
| Вишня                | Prunus cerasus                                                                                     | квітень — травень  | темно-жовтий                          | культивується, іноді для озеленення                                 | дуже добре              |
| Вільха сіра          | Alnus incana                                                                                       | лютий — квітень    | коричнево-жовтий                      | дика природа                                                        |                         |
| Гледичія колюча      | Gleditsia triancanthos                                                                             | травень — червень  |                                       | дика природа                                                        |                         |
| Глід                 | Crataegus вид                                                                                      | квітень — травень  | жовто-коричневий                      | дика природа                                                        | чудове                  |
| Горіх (рід)          | Juglans                                                                                            | квітень — травень  |                                       | культивується                                                       | значне                  |
| Горобина             | Sorbus рід                                                                                         | травень — червень  |                                       | дика природа                                                        |                         |
| Груша                | Pyrus communis                                                                                     | квітень — травень  | черфоно-жовтий                        | культивується, і в озелененні                                       | добре                   |
| Дуб                  | Quercus                                                                                            | травень            |                                       | дика природа                                                        |                         |
| Дуб черешчатий       | Quercus robur, Quercus pedunculata                                                                 | травень            | світло-оливковий                      | дика природа                                                        | незначне                |
| Каркас               | Celtis occidentalis                                                                                | квітень — травень  |                                       | дика природа                                                        |                         |
| Каштан американський | Castanea dentata                                                                                   | травень — червень  |                                       | переважно декоративні насадження                                    |                         |
| Каштан їстівний      | Castanea sativa                                                                                    | травень            |                                       | дика природа                                                        | добре                   |
| Клен                 | Acer                                                                                               | лютий — квітень    | світло жовтий                         | дика природа                                                        | значне                  |
| Клен звичайний       | Acer platanoides                                                                                   | квітень — травень  | жовто-зелений, оливковий              | дика природа                                                        | значне                  |
| Клен червоний        | Acer rubrum                                                                                        | березень — квітень | сіро-коричневий                       | дика природа                                                        |                         |
| Клен ясенолистий     | Acer negundo                                                                                       | лютий — квітень    | світло-оливковий                      | дика природа                                                        | добре                   |
| Ліріодендрон         | Lirodendron tulipifera                                                                             | травень — червень  | кремовий                              | дика природа (на північноамериканському континенті) та в озелененні | добре                   |
| Ліщина               | Corylus                                                                                            | березень — квітень | світло-зелений                        | дика природа та в озелененні                                        | значне/добре            |
| Малина               | Rubus idaeus                                                                                       | травень — червень  | біло-сірий                            | культивується, та в дикій природі                                   | добре                   |
| Мигдаль              | Prunus dulcis                                                                                      | лютий              | від світло коричневого до коричневого | культивується в країнах промислового вирощування                    | значне                  |
| Ожина                | Rubus Eubatus                                                                                      | травень — червень  | біло-сірий                            | культивується, та в дикій природі                                   |                         |
| Персик               | Prunus persica                                                                                     | квітень — травень  | черфоно-жовтий                        | культивується                                                       | добре                   |
| Платан               | Platanus                                                                                           | квітень — травень  | світло-оливковий                      | дика природа                                                        |                         |
| Слива                | Prunus рід                                                                                         | квітень — травень  | світло-сірий, сірий                   | культивується, або в озелененні                                     |                         |
| Терен                | Prunus spinosa                                                                                     | квітень — травень  | червоно-коричневий                    | дика природа                                                        | добре                   |
| Черемха пізня        | Prunus serotina                                                                                    | квітень — травень  |                                       | дика природа                                                        | незначне                |
| Черешня              | Prunus avium                                                                                       | квітень — травень  | жовто-коричневий, світло-коричневий   | культивується                                                       | дуже добре              |
| Яблуні               | Malus рід                                                                                          | березень — червень | світло-оливковий                      | в дикій природі і для оздоблення                                    |                         |
| Яблуня домашня       | Malus domestica                                                                                    | квітень — травень  | жовто-білий                           | культивується                                                       | дуже добре              |
| Ясен американський   | Fraxinus americana                                                                                 | квітень — травень  |                                       |                                                                     |                         |
| Salix daphnoides     | Salix daphnoides                                                                                   | березень — квітень |                                       | дика природа                                                        | дуже добре              |

#### Галерея

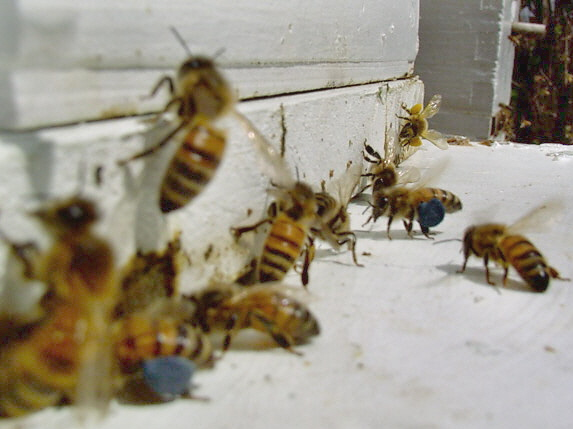
Бджоли в квітні з обніжжям пилку проліска Сибірського
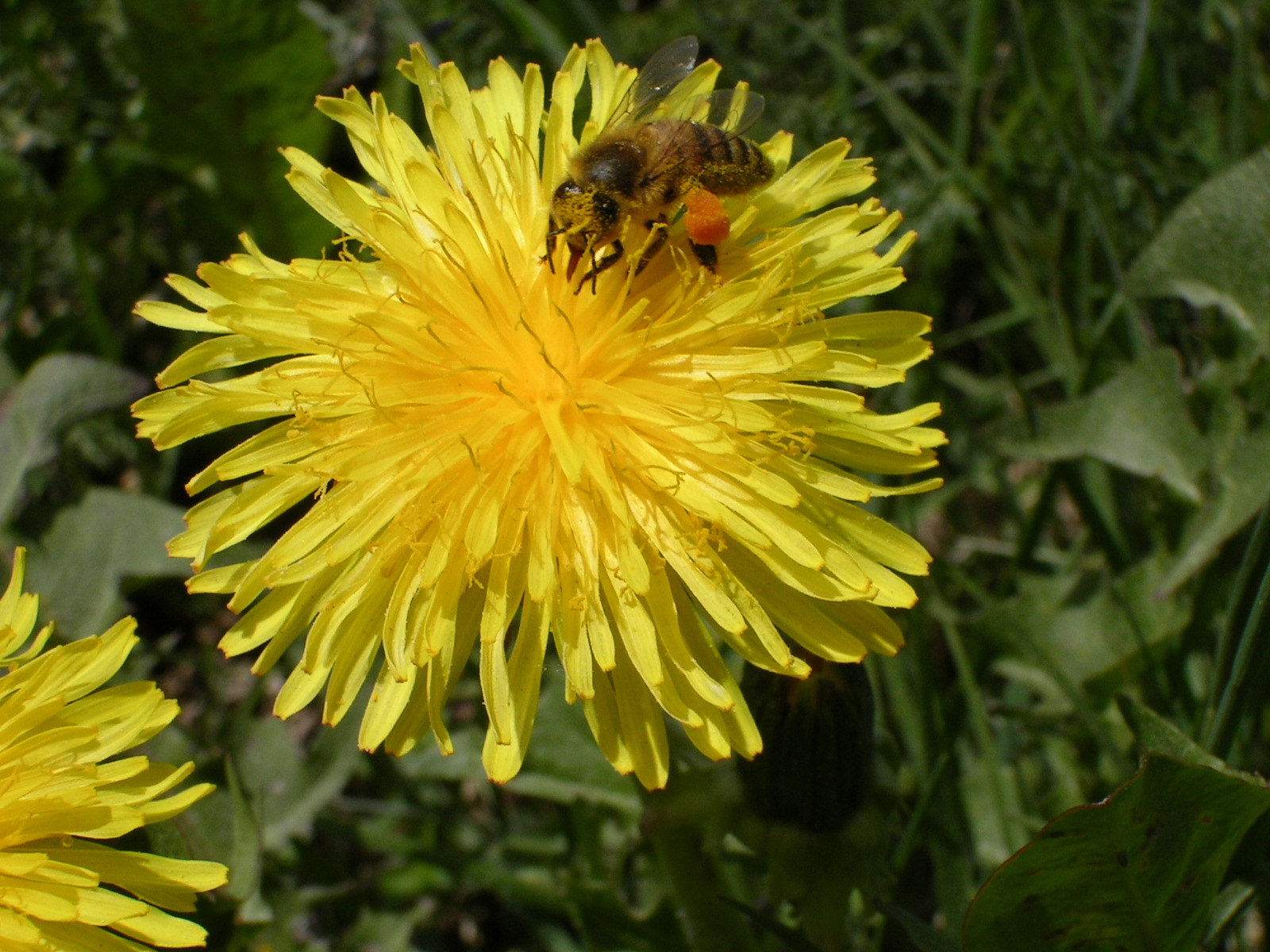
Бджола з обніжжям пилку на кульбабі
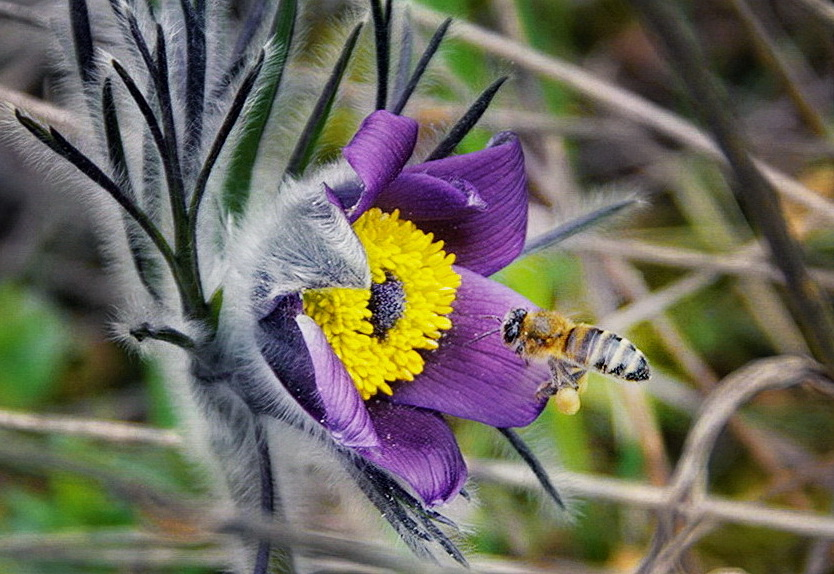
Сон лучний, медонос
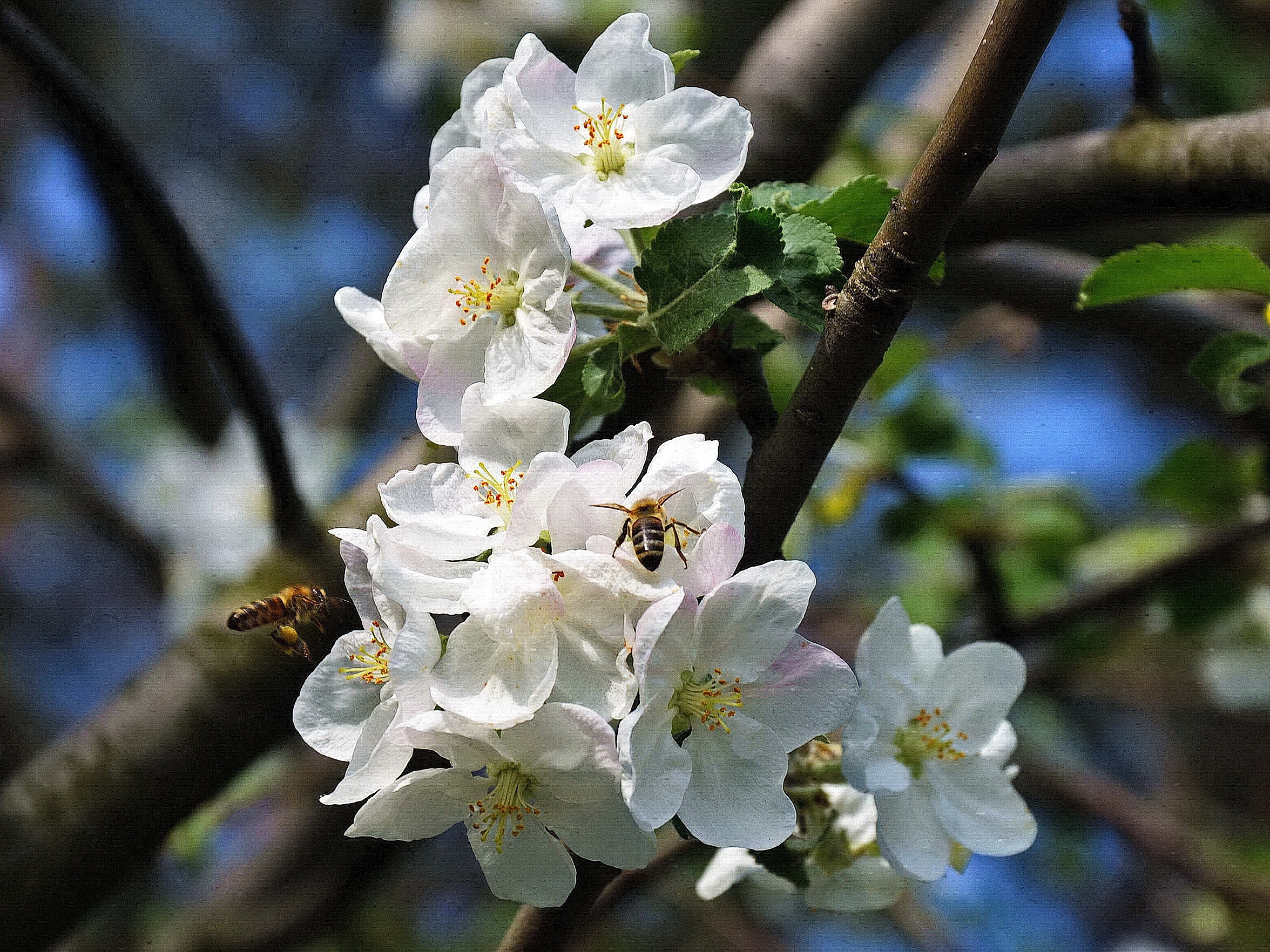
Яблуня та збирачі  пилку і меду

### Квіти та однорічні культурні рослини— весна
| Загальна назва       | Латинська назва       | Місяці цвітіння    | Колір пилку                                    | Поширення                        | Джерело пилку для бджіл |
| -------------------- | --------------------- | ------------------ | ---------------------------------------------- | -------------------------------- | ----------------------- |
| Буркун білий         | Melilotus alba        | травень — серпень  | від жовтого до темно-жовтого                   | дика природа та культивується    | добрий                  |
| Буркун лікарський    | Melilotus officinalis | травень — серпень  | від жовтого до темно-жовтого                   | дика природа та культивується    |                         |
| Гірчиця              | Sinapis               | квітень — травень  | лимонний                                       | культивується та в дикій природі |                         |
| Гірчиця біла         | Sinapis alba          | червень            | лимонний                                       | дика природа та культивується    | добрий                  |
| Глуха кропива        | Lamium                | квітень — жовтень  | оранжево-червоний, червоний, пурпурно-червоний | дика природа                     | добрий                  |
| Горлянка повзуча     | Ajuga reptans         | травень — червень  |                                                |                                  |                         |
| Еспарцет             | Onobrýchis            | травень- липень    | жовто-коричневий                               |                                  | дуже добрий             |
| Зірочник середній    | Stellaria media       | квітень — липень   | жовтуватий                                     | дика природа                     | незначний               |
| Калачики (Мальви)    | Malva                 | квітень — вересень | рожево-ліловий                                 | дика природа                     | добрий                  |
| Канола               | Brassica napus        | травень — червень  | лимонний                                       | широко культивується             | дуже добрий             |
| Кульбаба             | Taráxacum рід         | квітень — травень  | червоно-жовтий, оранжевий                      | дика природа                     | дуже добрий             |
| Підсніжник звичайний | Galanthus nivalis     | березень — квітень | оранжевий, червоний                            |                                  | непоганий               |
| Проліска сибірська   | Scilla sibirica       | березень — квітень | світло-блакитний                               | дика природа та в озелененні     | добрий                  |
| Улекс                | Ulex                  | березень — грудень | цегляний                                       | дика природа                     | добрий                  |
| Холодок лікарський   | Asparagus officinalis | травень — червень  | яскраво-оранжевий                              | культивується                    |                         |
| Цибуля-трибулька     | Allium schoenoprasum  | травень- вересень  |                                                | культивується                    |                         |
| Шафран               | Crocus                | квітень            | оранжево-жовтий                                | Дика природа, та в озелененні    | непоганий               |
| Doronicum cordatum   | Doronicum cordatum    | квітень — травень  |                                                |                                  |                         |

## Літо

### Дерева і кущі— літо
| Загальна назва                              | Латинська назва                            | Місяці цвітіння                                         | Колір пилку                      | Поширення                       | Джерело пилку для бджіл |
| ------------------------------------------- | ------------------------------------------ | ------------------------------------------------------- | -------------------------------- | ------------------------------- | ----------------------- |
| Бузина                                      | Sambucus                                   | Черв. — Лип.                                            | канарково-жовтий                 |                                 |                         |
| Гіркокаштан звичайний (або кінський каштан) | Aesculus hippocastanum                     | Трав. — Черв. (після 80-110 днів від розпускання листя) | червоний                         | дика природа                    | добрий                  |
| Гіркокаштан криваво-м'ясний                 | Aesculus × carnea                          |                                                         | коричневий                       | дика природа                    |                         |
| Дикий виноград п'ятигострокінцевий          | Parthenocissus quinquefolia                | Лип. — Серп.                                            |                                  |                                 | добрий                  |
| Дикий виноград тригострокінцевий            | Parthenocissus tricuspidata                | Черв. — Лип.                                            |                                  |                                 | добрий                  |
| Каріоптеріс                                 | Caryopteris x clandonensis 'Heavenly Blue' | Серп. — Вер.                                            |                                  |                                 | дуже добрий             |
| Катальпа бігнонієподібна                    | Catalpa bignonioides                       | Черв. — Лип.                                            |                                  | в озелененні                    | непоганий               |
| Кизильник                                   | Cotoneaster spp.                           |                                                         |                                  |                                 | добрий                  |
| Липа                                        | Tilia рід                                  | Черв. — Лип.                                            | від жовтого до світло оранжевого | в дикій природі та в озелененні |                         |
| Липа серцелиста                             | Tilia cordata                              | Черв. — Лип.                                            | цитриновий                       | дика природа                    |                         |
| Сумах                                       | Rhus рід                                   | Черв. — Лип.                                            |                                  | дика природа та в озелененні    |                         |
| Чорниця                                     | Vaccínium myrtíllus                        | Трав. — Черв.                                           | червоно-жовтий, оранжевий        | в дикій природі та вирощується  | бідний                  |
| Catalpa speciosa                            | Catalpa speciosa                           | Черв. — Лип.                                            |                                  | в озелененні                    |                         |

### Квіти та однорічні культурні рослини— літо
| Загальна назва         | Латинська назва         | Місяці цвітіння         | Колір пилку                           | Поширення                        | Джерело пилку для бджіл |
| ---------------------- | ----------------------- | ----------------------- | ------------------------------------- | -------------------------------- | ----------------------- |
| Айстри                 | Aster рід               | вересень — до морозів   | червонувато-жовтий                    | в дикій природі та в озелененні  |                         |
| Аморфа кущова          | Amorpha fruticosa       | травень — червень       |                                       | в озелененні                     |                         |
| Базилік                | Ocimum basilicum        |                         | білий                                 | в озелененні та культивується    |                         |
| Будяки                 | Carduus рід             |                         |                                       |                                  |                         |
| Буркун білий           | Melilotus alba          | травень — серпень       | від жовтого до темно-жовтого          | дика природа та культивується    | добрий                  |
| Буркун лікарський      | Melilotus officinalis   | травень — серпень       | від жовтого до темно-жовтого          | дика природа та культивується    |                         |
| Верес звичайний        | Calluna vulgaris        | Лип. — Серп.            | жовто-білий, білий                    |                                  | добрий                  |
| Волошка                | Centaurea рід           | Лип. — Вер.             |                                       |                                  |                         |
| Гарбузові              | Cucurbitaceae рід       | Черв., і до похолодання | яскраво-жовтий                        | культивується                    |                         |
| Гірчак                 | Polygonum рід           | серпень — вересень      |                                       |                                  |                         |
| Горошок мишачий        | Vicia cracca            | Лип. — Серп.            |                                       |                                  |                         |
| Горошок посівний       | Vicia sativa            | Лип. — Серп.            |                                       |                                  |                         |
| Гречка                 | Fagopyrum esculentum    | Лип. — Серп.            | від світло-жовтого до світло-зеленого | культивується                    | добре джерело           |
| Диня                   | Melo sativus            | Черв., і до похолодання | блідо-жовтий                          | культивується                    |                         |
| Зірочник середній      | Stellaria media         | Квіт. — Лип.            |                                       |                                  | незначний               |
| Калачики лісові        | Malva sylvestris        | Лип. — Вер.             |                                       | дика природа                     |                         |
| Коноплі посівні        | Cannabis sativa         | Серп.                   | жовто-зелений                         |                                  | добре джерело           |
| Конюшина               | Trifolium рід           | травень — серпень       |                                       | в дикій природі та культивується |                         |
| Конюшина багряна       | Trifolium incarnatum    |                         | коричневий                            |                                  |                         |
| Конюшина гібридна      | Trifolium hybridum      |                         | жовто-коричневий                      |                                  | добре джерело           |
| Конюшина повзуча       | Trifolium repens        | Черв. — Лип.            | темно-коричневий                      |                                  | добре джерело           |
| Кукурудза              | Zea mays                | Черв. — Лип.            | жовтувато-білий                       | культивується                    |                         |
| Люпин                  | Lupinus рід             | Черв. — Лип.            | білий, жовтий, або блакитний          |                                  | незначний               |
| Люцерна посівна        | Medicago sativa         | Лип. — Серп.            | хакі                                  | у дикій природі та культивується |                         |
| Мак                    | Papaveraceae рід        | травень — червень       | сірий                                 | в дикій природі та в озелененні  | дуже добре джерело      |
| Мак східний            | Papaver orientale       | Трав. — Лип.            | синювато-сірий                        | тільки в озелененні              | добре джерело           |
| Нагідки лікарські      | Calendula officinalis   | червень — вересень      | оранжевий                             |                                  |                         |
| Огірок                 | Cucumis sativus         |                         | блідо-жовтий                          | культивується                    |                         |
| Огірочник лікарський   | Borago officinalis      | Черв. — до морозів      | блакитно-сірий                        | в озелененні                     |                         |
| Рогіз                  | Typha latifolia         | Черв. — Лип.            |                                       |                                  |                         |
| Розрив-трава           | Impatients              |                         | жовтаво-білий                         |                                  |                         |
| Самосил гайовий        | Teucrium chamaedrys     | Лип. — Серп.            |                                       |                                  |                         |
| Соняшник               | Helianthus annuus       | червень — вересень      | золотистий                            | культивується та в озелененні    |                         |
| Фацелія                | Phacelia рід            | червень — вересень      | темно-синій                           | в дикій природі та культивується | добре джерело           |
| Хаменерій вузьколистий | Epilobium angustifolium | Лип. — Серп.            | блакитний                             | дика природа                     |                         |
| Цибуля                 | Allium рід              |                         |                                       | в дикій природі та культивується |                         |
| Цибуля городня         | Allium cepa             |                         | світло-оливковий                      | культивується                    |                         |
| Цибуля-трибулька       | Allium schoenoprasum    | Трав. — Вер.            |                                       | в дикій природі та культивується |                         |
| Цикорій дикий          | Cichorium intybus L.    |                         | білий                                 |                                  |                         |
| Волошка підбілена      | Centaurea dealbata      |                         | зеленувато-жовтий                     |                                  |                         |
| Centaurea macrocephala | Centaurea macrocephala  | Лип. — Серп.            |                                       |                                  | добрий                  |
| Centaurea nigra        | Centaurea nigra         |                         | світло-оливковий                      |                                  |                         |
| Eutrochium             | Eutrochium рід          | серпень — вересень      | темно-зелений                         |                                  |                         |
| Lobularia maritima     | Lobularia maritima      | червень — вересень      |                                       |                                  |                         |

## Осінь

### Дерева і кущі— осінь
| Загальна назва     | Латинська назва  | Місяці цвітіння  | Колір пилку | Поширення                    | Джерело пилку для бджіл |
| ------------------ | ---------------- | ---------------- | ----------- | ---------------------------- | ----------------------- |
| В'яз мілколистовий | Ulmus parvifolia | серпень-вересень |             | Використовується в озелненні | добре                   |

### Квіти та однорічні культурні рослини— осінь
| Загальна назва       | Латинська назва     | Місяці цвітіння        | Колір пилку    | Поширення                       | Джерело пилку для бджіл |
| -------------------- | ------------------- | ---------------------- | -------------- | ------------------------------- | ----------------------- |
| Айстра               | Aster рід           | з вересня і до морозів | червоно-жовтий |                                 |                         |
| Гарбузові            | Cucurbitaceae рід   | з червня і до морозів  |                | культивується                   |                         |
| Золотушник           | Solidago рід        | вересень — жовтень     | золотистий     | дика природа                    |                         |
| Огірочник лікарський | Borago officinalis  | з червня і до морозів  |                |                                 |                         |
| Плющ                 | Hedera рід          | вересень — жовтень     |                | в дикій природі та в озелененні |                         |
| Clematis ternifolia  | Clematis ternifolia | кінець вересня         | білий          | в озелененні                    |                         |